# Wilhelm Koller

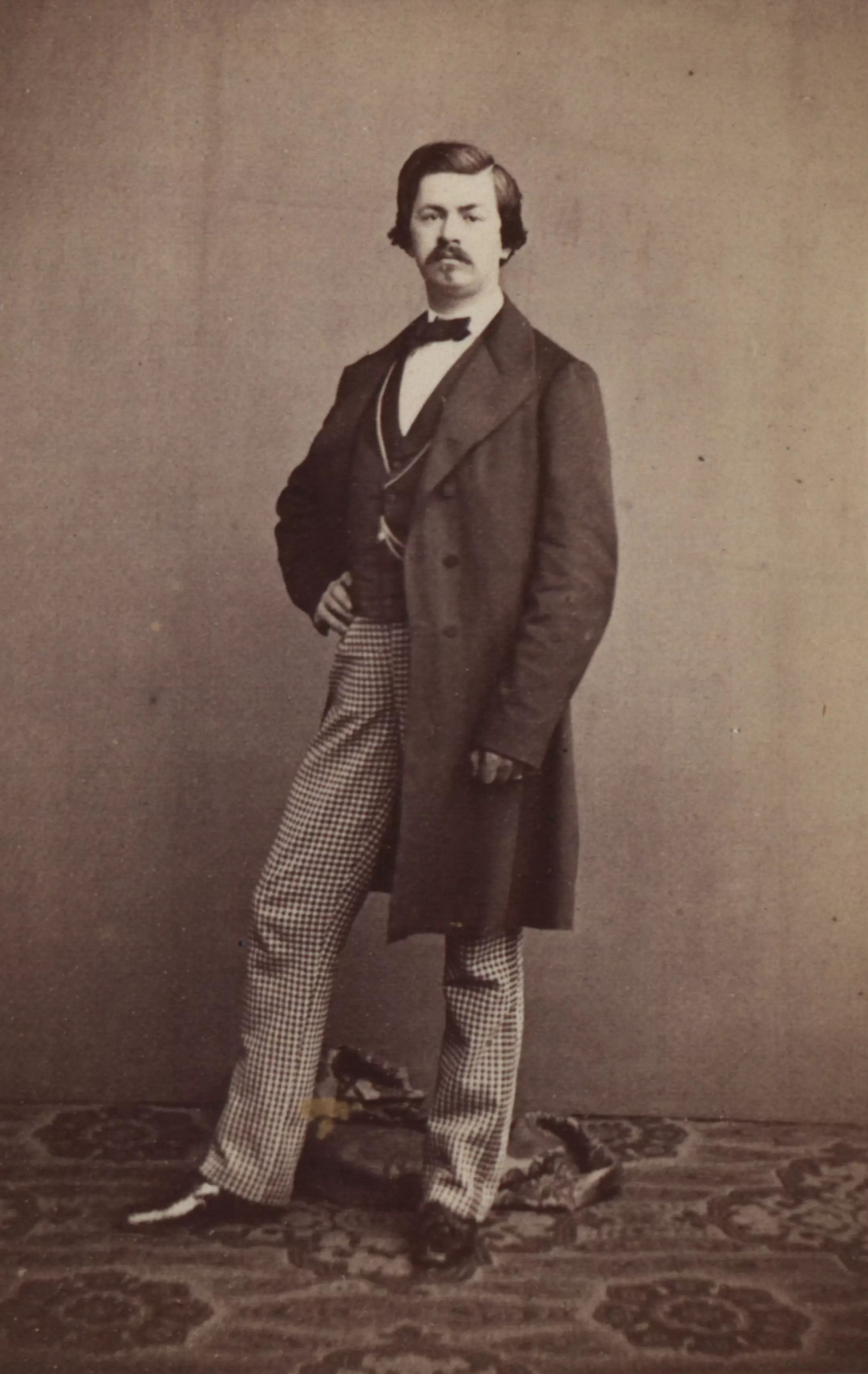
Wilhelm Koller

Wilhelm Anton Koller, französisch Guillaume-Antoine Koller (* 4., 9. oder 14. Mai 1829 in Olmütz; † 1884 bei Nancy), war ein österreichisch-belgischer Historien- und Genremaler.

## Leben

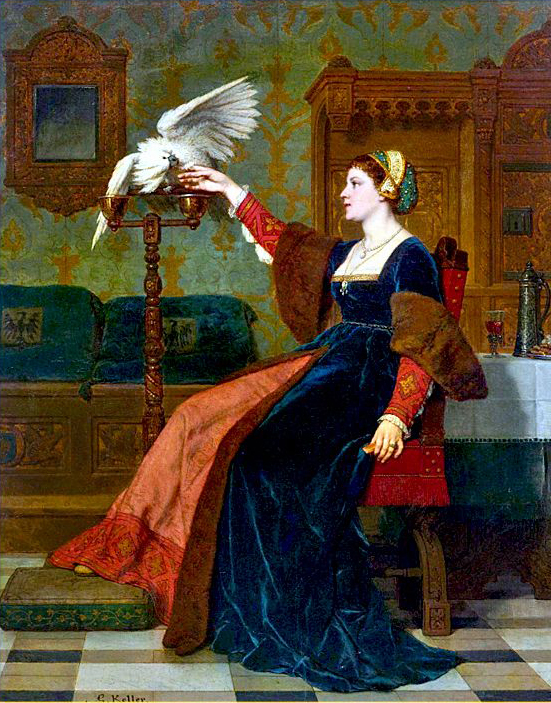
Dame mit dem Papagei

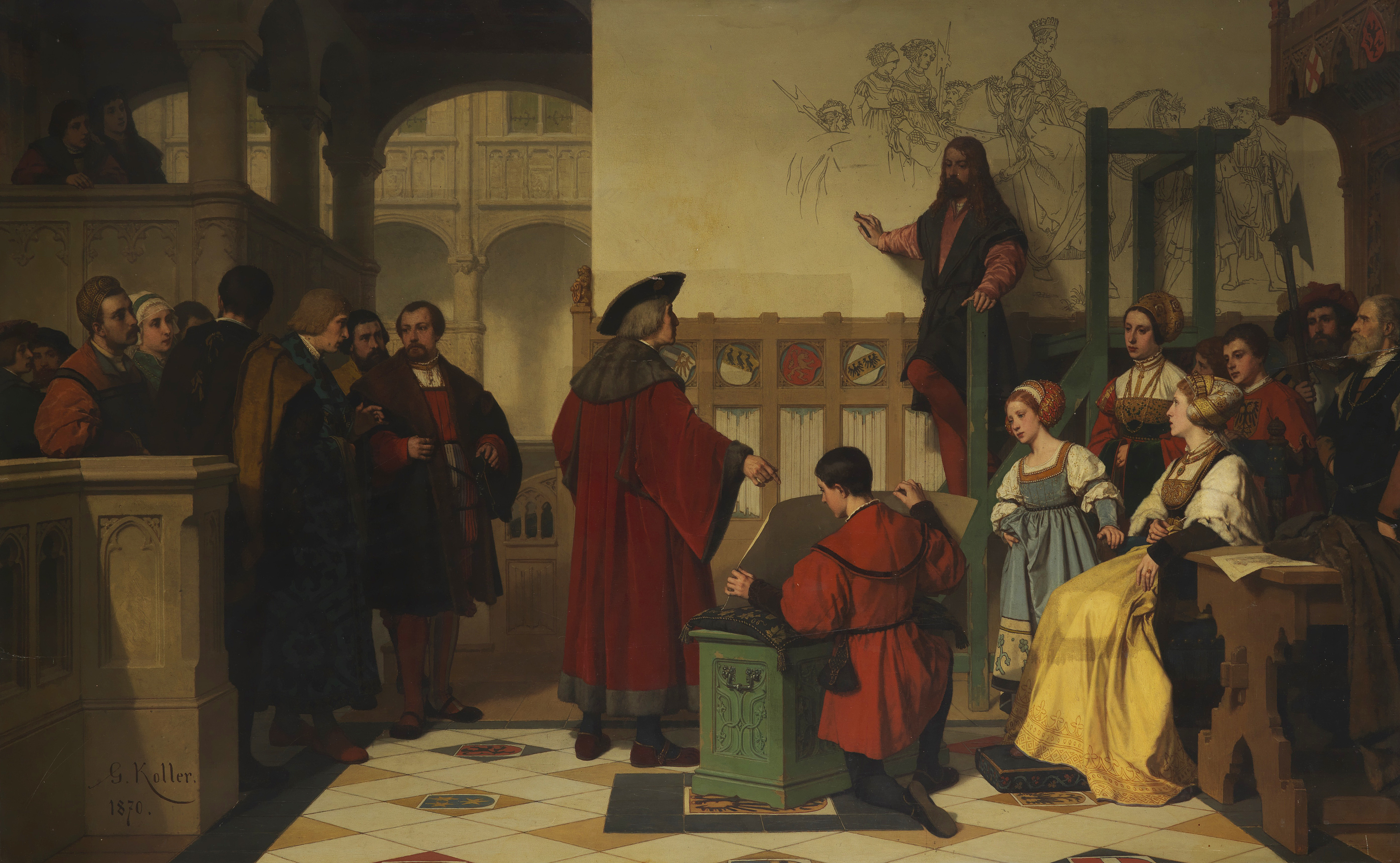
Albrecht Dürer wird von Kaiser Maximilian bei der Arbeit besucht, 1870

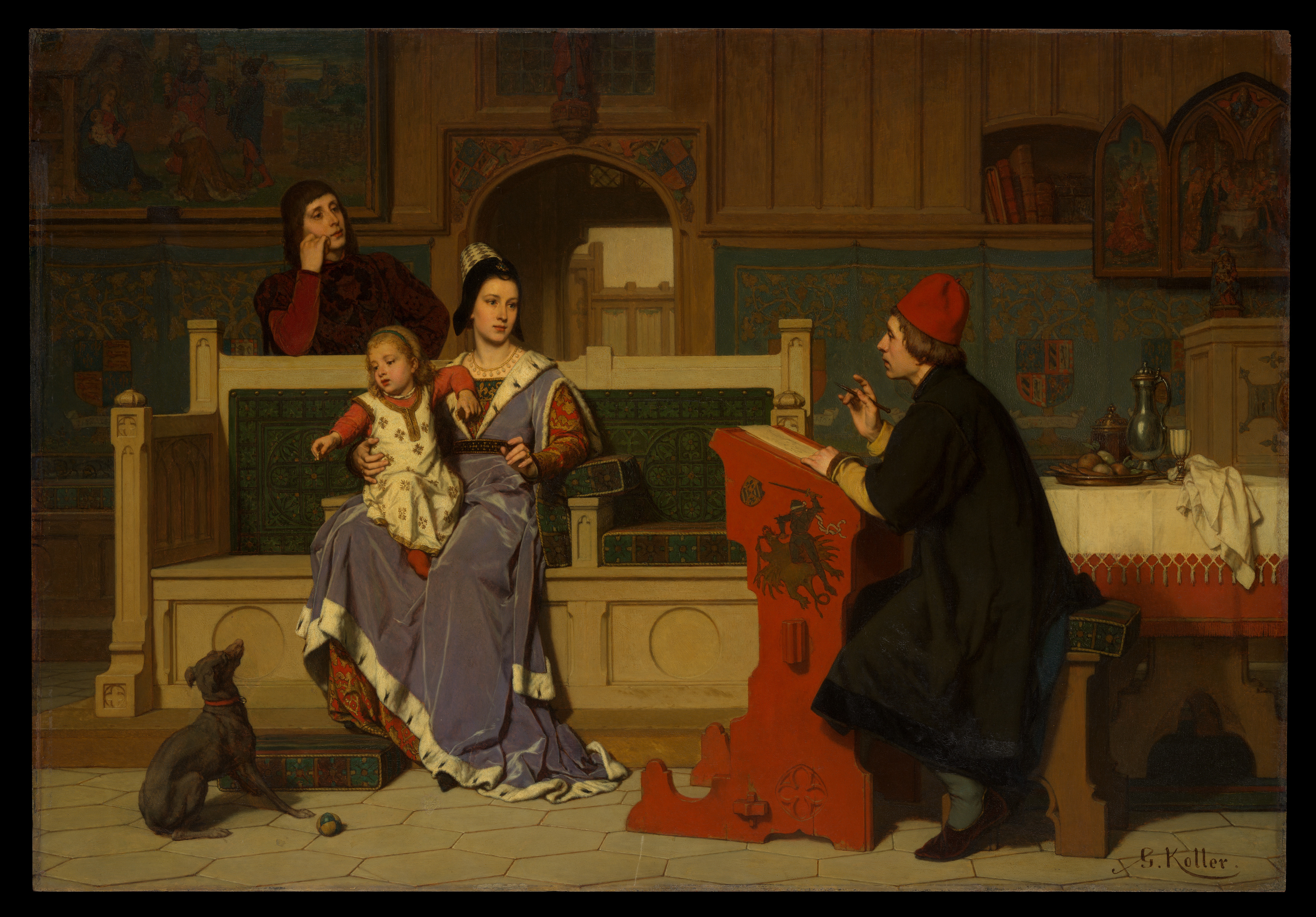
Hugo van der Goes Bildnis der Maria von Burgund, 1872

Koller war ein Sohn und Erbe des Wiener Fabrikanten und Kunstsammlers Wilhelm (Baron von) Koller († 21. Juli 1871). Er studierte Malerei an der Akademie der bildenden Künste Wien unter Ferdinand Georg Waldmüller, danach setzte er seine Studien 1851 bis 1855 in Düsseldorf fort, um sich von der Malerei der dortigen Schule inspirieren zu lassen. Von 1856 bis 1859 lebte er in Antwerpen, anschließend in Brüssel. Am 23. August 1866 heiratete er in Heemstede die in Indonesien geborene Henriette Roos. Sie hatten drei in Belgien geborene Kinder. Ab etwa 1869 wohnte er in Paris, bald darauf wieder in Brüssel, wo er mit seiner Familie in Schaarbeek und Sint-Joost-ten-Node lebte. Dort war er Mitglied einer Freimaurerloge.
Koller beschäftigte sich hauptsächlich mit der Historienmalerei, wobei er Sujets aus Mittelalter und Renaissance bevorzugte und sie mit koloristischer Virtuosität im Stil des historistisch-neumanieristischen Kostümgenre ausführte. Die Beschäftigung mit Szenen aus den Burgundischen Niederlanden und aus dem Leben des Malers Albrecht Dürer, einem Sammlungsgebiet seines Vaters, nimmt einen bedeutenden Teil seines Werks ein. Einige Bilder malte er gemeinschaftlich mit David De Noter (1818–1892). Zu seiner Zeit war er ein international rezipierter Künstler, der der Düsseldorfer und der Belgischen Schule zugeordnet wurde. Zum Brüsseler Salon 1872 wurde er zum Ritter des Leopoldordens geschlagen. Auch von außerhalb Belgiens erhielt er zahlreiche Auszeichnungen, so 1874 die Ritterwürde des Franz-Joseph-Ordens. An seinem Lebensende erwarb er die belgische Staatsbürgerschaft. Er starb auf ungeklärte Weise auf einer Landstraße bei Nancy.